# Насибов, Давуд Маджидович
Давуд Маджид оглы Насибов (азерб. Davud Məcid oğlu Nəsibov; 25 августа 1942, Новая Акстафа — 26 марта 2003, Баку) ― советский азербайджанский поэт, переводчик, член Союза писателей Азербайджана. Лауреат премии Ленинского комсомола Азербайджанской ССР (1984), премии Ленинского комсомола (1986).

## Биография
Родился 25 августа 1942 года в городе Газах. В 1959 году поступил на библиотечно-информационный факультет Бакинского государственного университета. Первое стихотворение «Моя родная река — Моя Кура» опубликовано в 1956 году в районной газете «Флаг Победы». С тех пор активно начал писать стихи.
Выполнял художественные переводы поэзии народов Советского Союза. Перевел на азербайджанский язык стихи венгерского поэта Миклоша Радноти. Его книги «Письмо к Матери» и «Печи камням» были выпущены московским издательством в 1974 и 1981 годах.
В 1966—1969 годах работал редактором художественного отдела Государственного комитета по телевидению и радиовещанию Азербайджанской ССР. Затем окончил двухгодичный высший литературный курс при Союзе писателей СССР в Москве (1971—1972). 
После учебы вернулся в Баку. Работал литературным сотрудником газеты «Литература и искусство», заведующим отделом изящных искусств, заведовал здесь же отделом поэзии. 
Был членом президиума Союза писателей Азербайджана. В 1978—1980 годах находился в творческом отпуске в Венгрии.
Погиб 26 марта 2003 года в автокатастрофе.

## Семья
Его отец погиб в Великой Отечественной войне. Был женат, имел двоих детей по имени Хаял и Хайям.

## Избранная библиография
- «Bir ömrün salnaməsi» («Хроника жизни») // Новый Азербайджан, 2001.
- «Sıındım» («Я нашел убежище») // Литературная газета, 2012.
- «Ata» («Отец») // Литературная газета, 2014.